# 国立移民史博物館

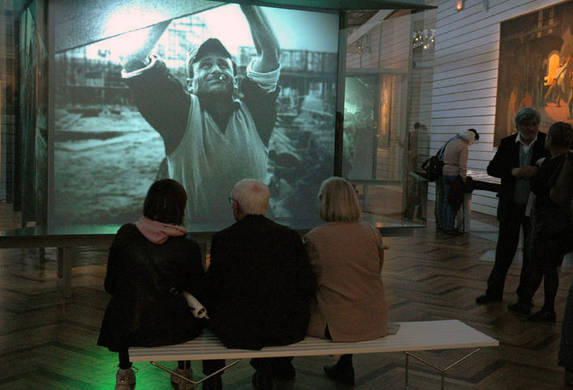
ビデオ資料

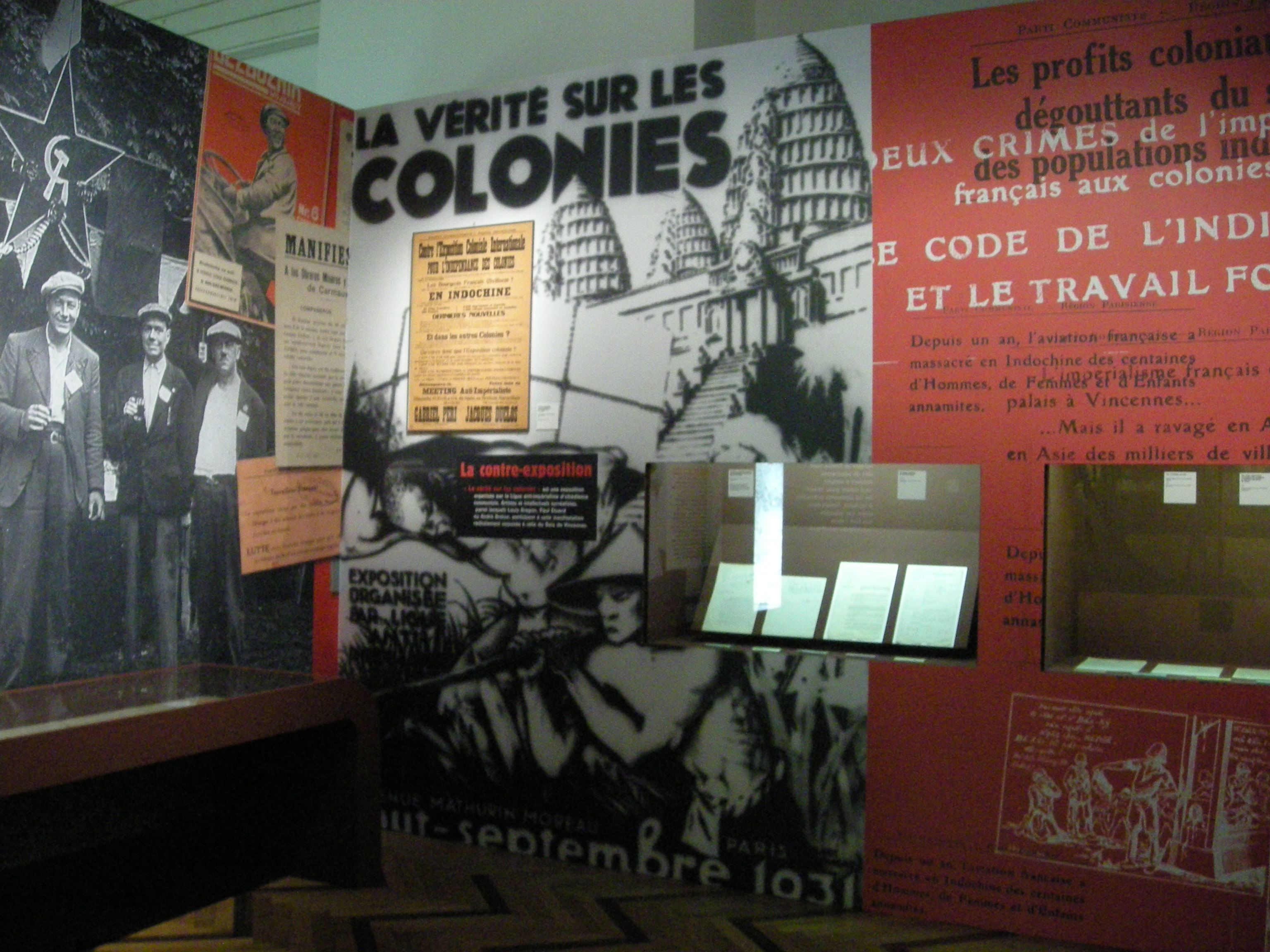
植民地の歴史

国立移民史博物館 (Musée de l’histoire de l’immigration) は、フランスにおける主に19世紀以降の移民の歴史を紹介する博物館である。
国立移民史博物館の建物はポルト・ドレ宮と呼ばれ、1931年にパリで開催された植民地博覧会の建物である（地下には水族館が入っている）。
正式な開館式は開館7年後、改名3年後の2014年12月にフランソワ・オランド大統領により行われた。
2007年10月にパリ12区に開館した「国立移民史シテ (Cité nationale de l'histoire de l'immigration: CNHI)」が2012年1月1日に改名されて現在に至っているが、日本語では「国立移民史シテ」開館の時点から既に「国立移民史博物館」という訳語が使われている。

## 歴史
1931年のパリ植民地博覧会から1935年までは「植民地博物館」という位置づけだったが、名称は、「植民地・フランス国外博物館」(1932年)、「フランス海外県・海外領土博物館」(1935年)、「アフリカ・オセアニア美術館」(1960年)、「国立アフリカ・オセアニア美術館」(1990-2003年) と度々変更された。2003年にいったん閉館し、収蔵品の一部をケ・ブランリ美術館に移動した（2006年、開館式がジャック・シラク大統領により行われた）。一方、ジャン＝ピエール・ラファラン首相はポルト・ドレ宮を改修して国立移民史博物館とすることに決定し、2005年に工事開始、2007年に完成した。
「（国立移民史博物館）設立の発端は1980年代に遡る。この時期「自分の父親や母親の人生にかかわる歴史を学ぶ機会が学校や社会にはかけている」という問題提起が、移住者の子どもたちを中心に活発化し始めていた。これに対して、先駆的な移民史研究者だったジェラール・ノワリエルが、仏歴史学における「移民の記憶の排除」を指摘したことをきっかけに、1990年代はじめには「移民史を保存する施設」の創設を国家に働きかける知識人の運動がおこった」

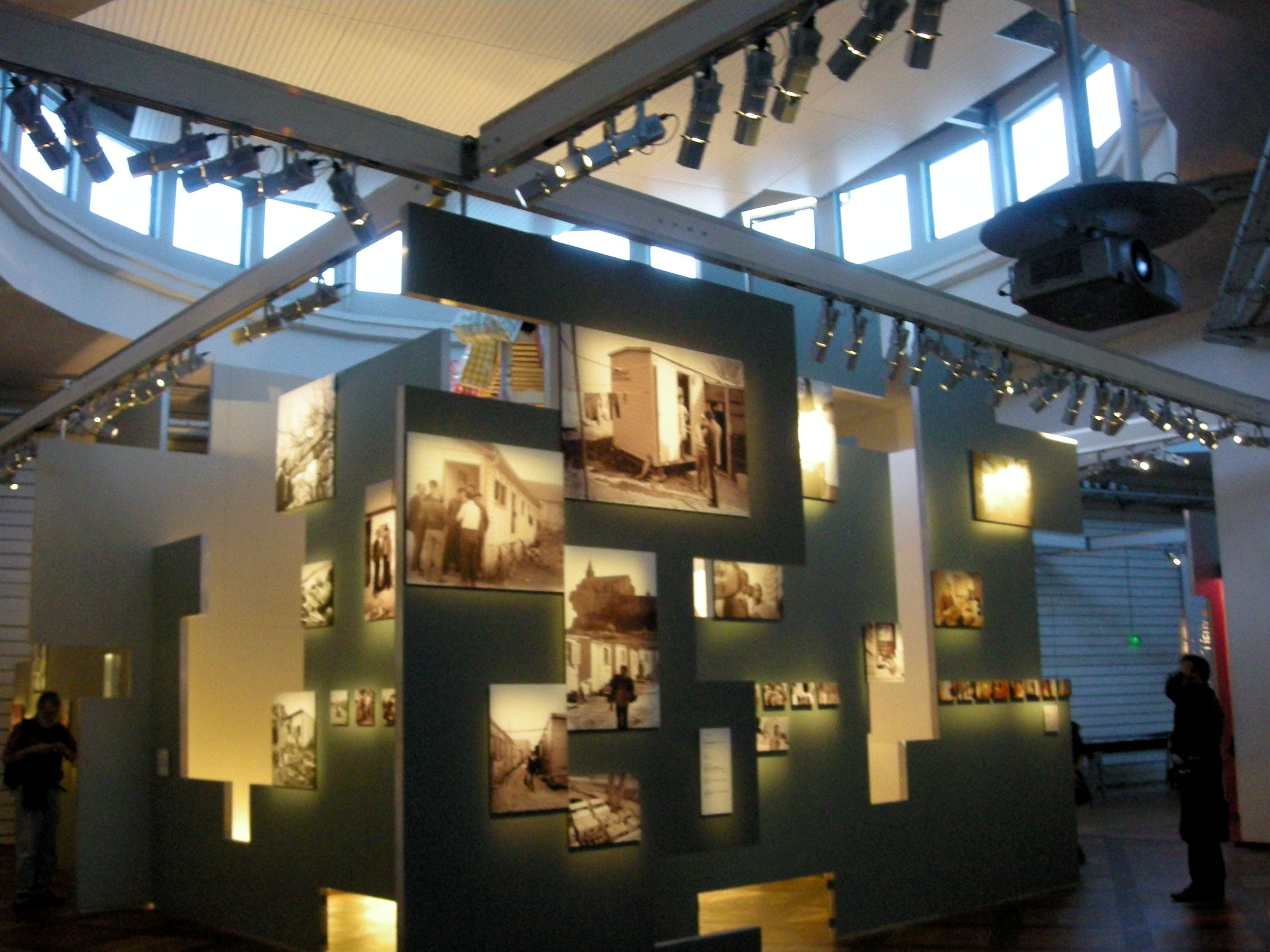
「道しるべ」に沿って展示

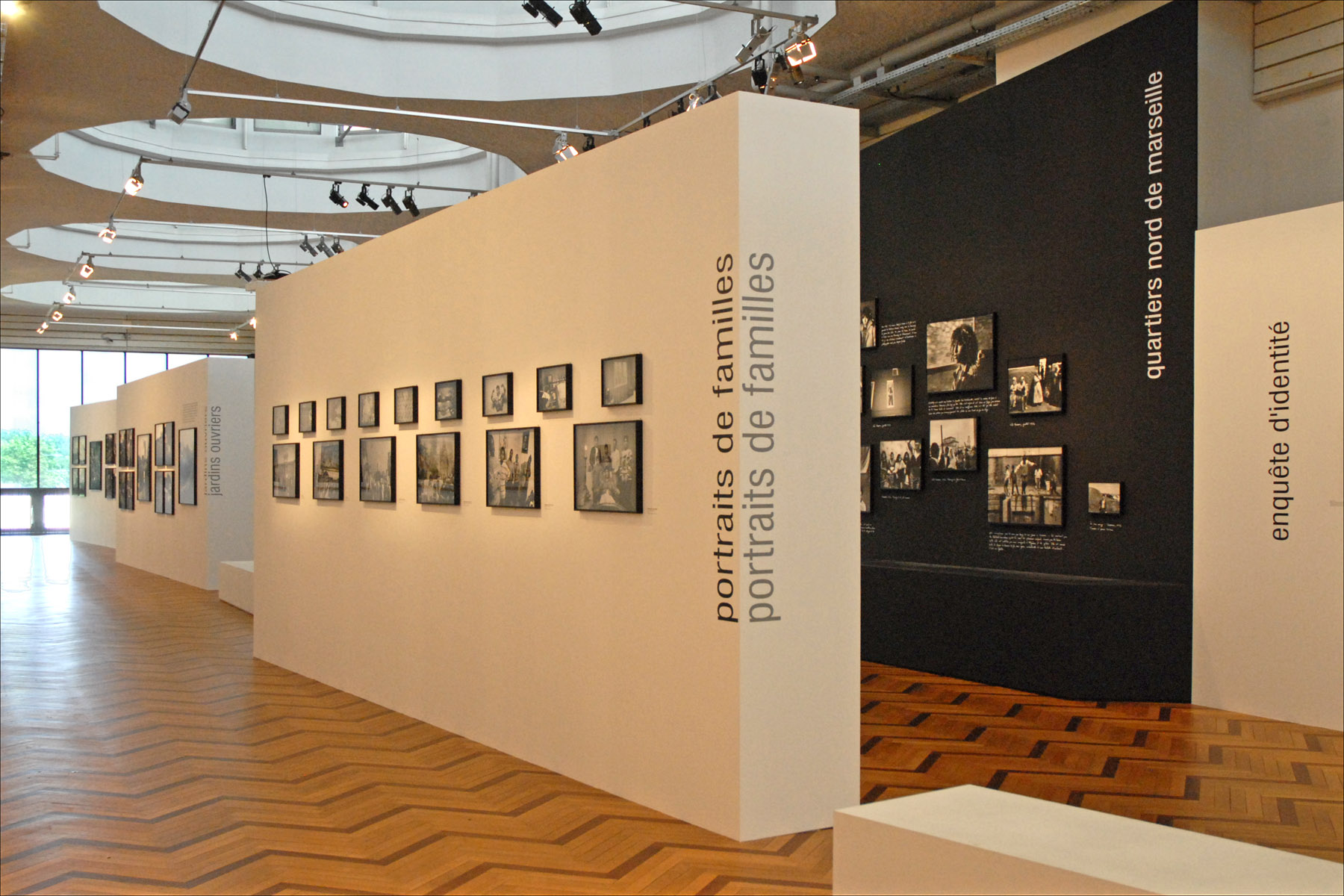
企画展「バンリュー(郊外)」

「ポルト・ドレ宮の公共施設に関する2006年11月16日付デクレ第2006-1388号」に定める国立移民史博物館の使命は、「フランスにおける19世紀以降の移民の歴史に関する資料等を収集、保管、展示及び公開すること、並びに、これにより、移民のフランス社会への統合の歩みについて理解を深め、フランスにおける移民に対する見方・考え方を変えていくこと」である。

## 概要
国立移民史博物館の常設展 (1,100 m²) は、フランスにおける200年の移民史をテーマ別（移住・定住、移民政策、生活、職業、教育、国籍取得等）の「道しるべ (Repères)」に従ってたどることができる。
収蔵品は主に2007年以降に収集したものであり、歴史コレクション、現代アート・コレクション、民族コレクションに分類される。
ウェブサイトでは上記の収蔵品の紹介のほか、移民史を動画で紹介している。
図書館では、フランスにおける19世紀から今日までの移民の歴史・記憶・文化に関する書籍がテーマ別に分類されている。
併せて、「ジプシーの世界」、「共生」、「イタリアからの移民」、「ポーランドからの移民」、「国境」、「モード」、「サッカーと移民」、「漫画で見る移民」、「アルジェリア戦争中の移民」などの企画展のほか、コンサート、映画、講演会なども随時開催されている。